# 达普尔攻城战
达普尔攻城战是古埃及法老拉美西斯二世为了征服加利利和叙利亚而发动的战役的一部分，战役发生于公元前1269年。他把这次战役记录在他自己的葬祭殿(Mortuary temple)里面，神殿位于底比斯。记录写到达普尔是“在西台人的土地上”。 虽然达普尔经常被认为是迦南的Tabor，可是Kenneth Kitchen指出这种认为是不正确的，达普尔应该是在叙利亚境内，卡迭石的北部。
从埃及的浮雕上，我们可以知道达普尔是一个防守很严城市，具有内外两层城墙，坐落于一个岩石山丘上。这种城池布局对于青铜时代的叙利亚城市和其他城市来说是十分常见的。
现代关于古代攻城的战例证显示，这次攻城战使用了梯子和战车，在弓箭手的掩护下，士兵们通过梯子向上爬。拉美西斯二世的六个儿子也出现在这次攻城战的描述中。他们当中包括
|  | 国王的爱子，卡姆维西（King's son, of his body, his beloved, Khamwese） 国王的爱子，孟图（King's son, of his body, his beloved, Montu） 国王的爱子，迈瑞阿蒙（King's son, of his body, his beloved, Meriamon） 国王的爱子，阿麦尼姆雅（King's son, of his body, his beloved, Amenemuya） 国王的爱子，塞提（King's son, of his body, his beloved, Seti） 国王的爱子，赛特普耐尔(King's son, of his body, his beloved, Setepnere) |